# 大直橋
大直橋是台灣台北市中山區的一座重要橋樑，橋樑名以地名「大直」命名。橫跨基隆河兩岸，南接濱江街、復北地下道，北接大直地區。是由中興工程顧問股份有限公司所設計、春原營造股份有限公司所興建。

## 歷史
- 1970年3月1日：在大直橋北端舉行竣工通車典禮。[1]
- 1999年10月26日：由於往返市中心與大直、外雙溪的交通流量日增，經歷921大地震使得舊橋負擔有限。改建工程開工，新橋採釣竿式斜張橋型式設計。
- 2002年6月23日：第二代橋樑完工，主線開放通車。
- 2003年11月20日：明水路匝道完工開放通車。
- 2003年12月19日：全數工程完成。

## 相片集

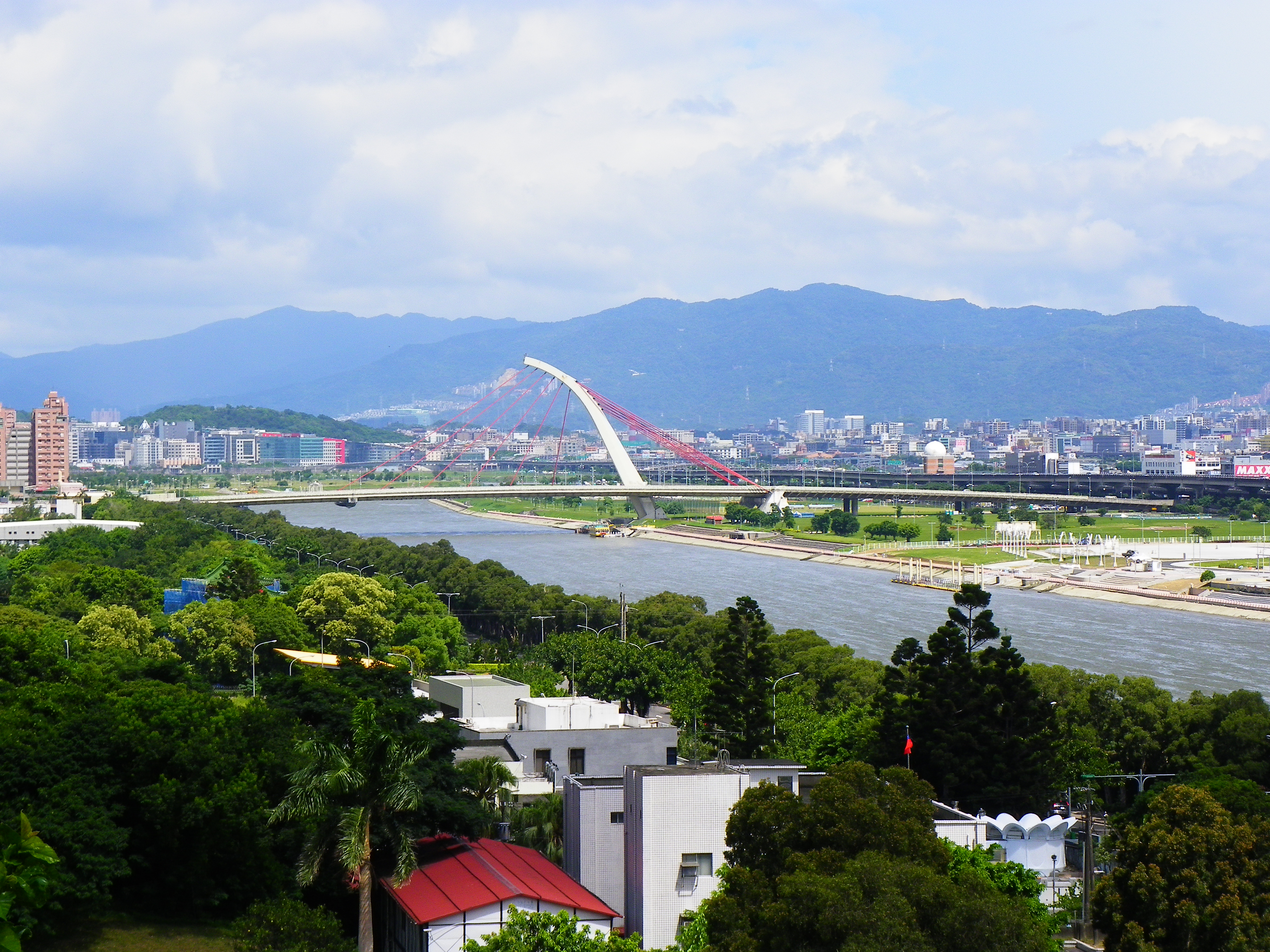
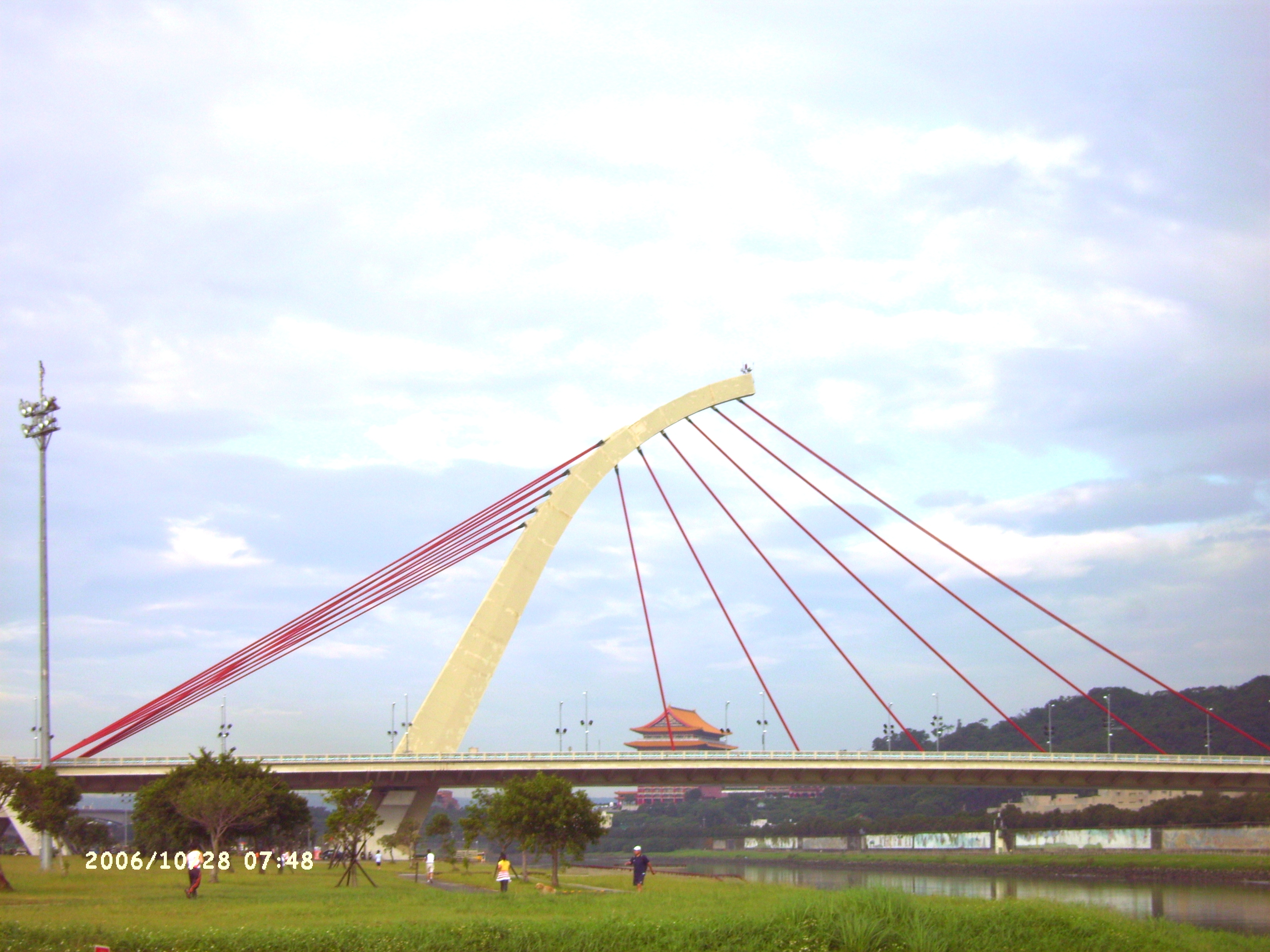
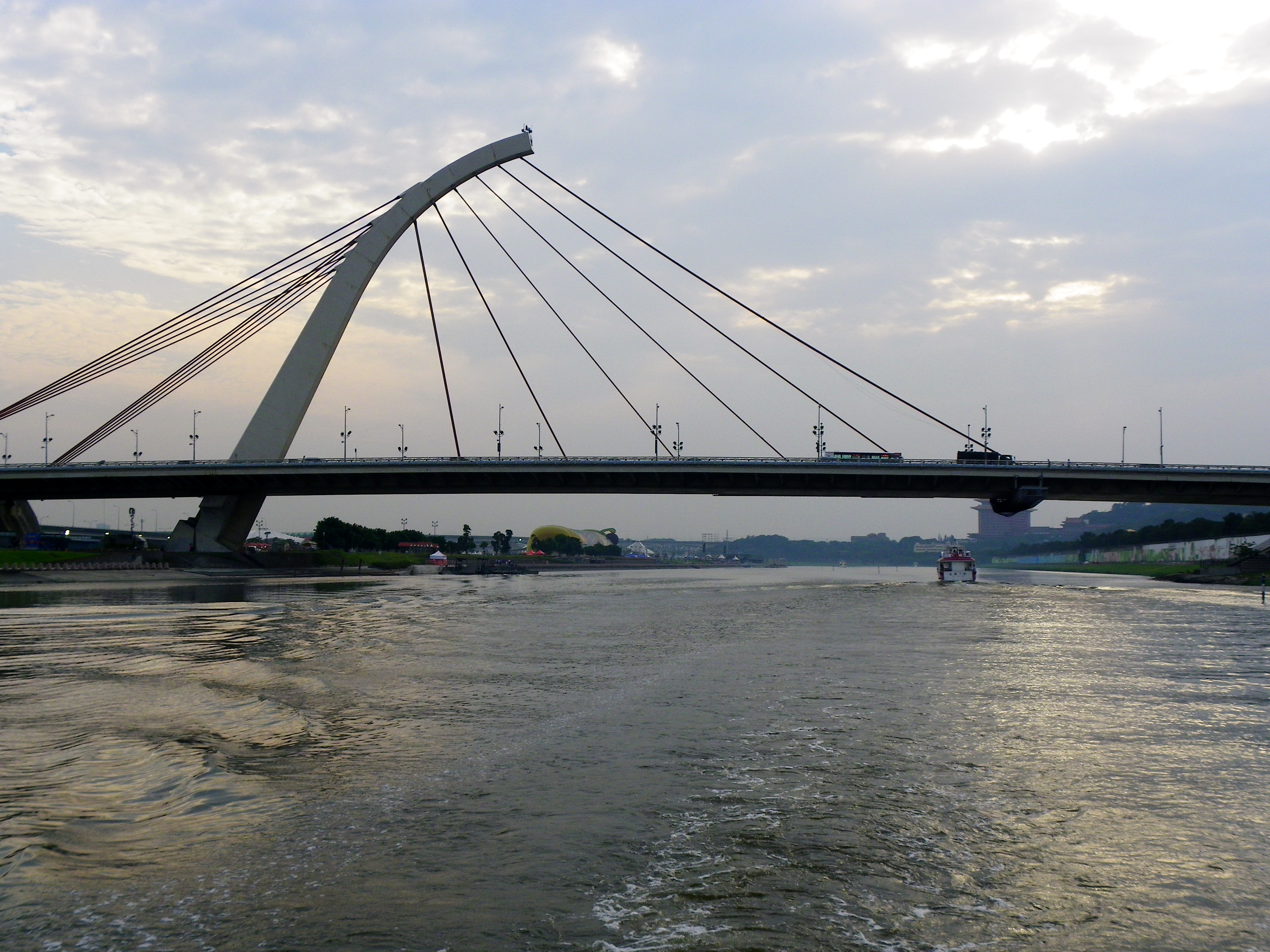
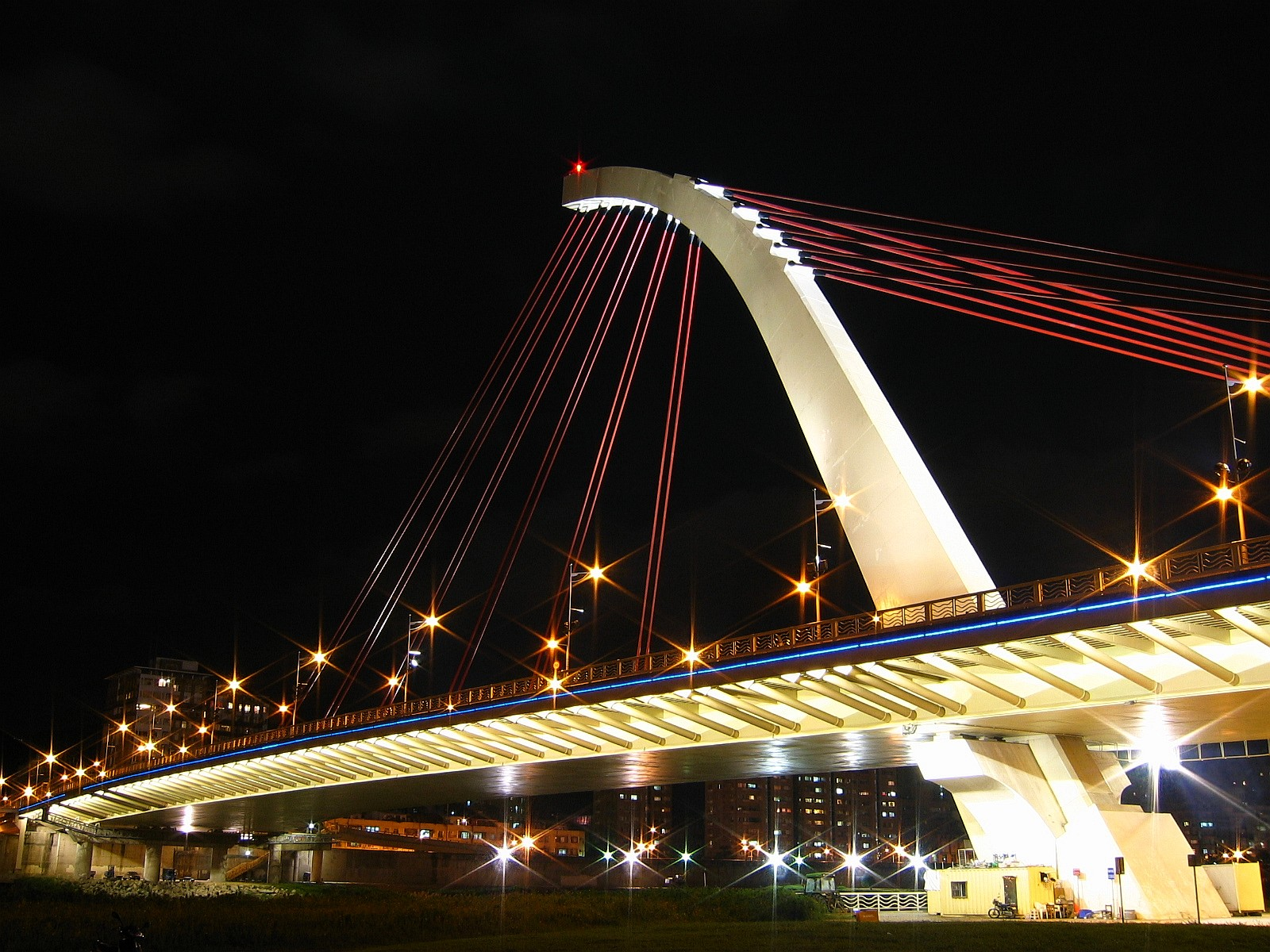
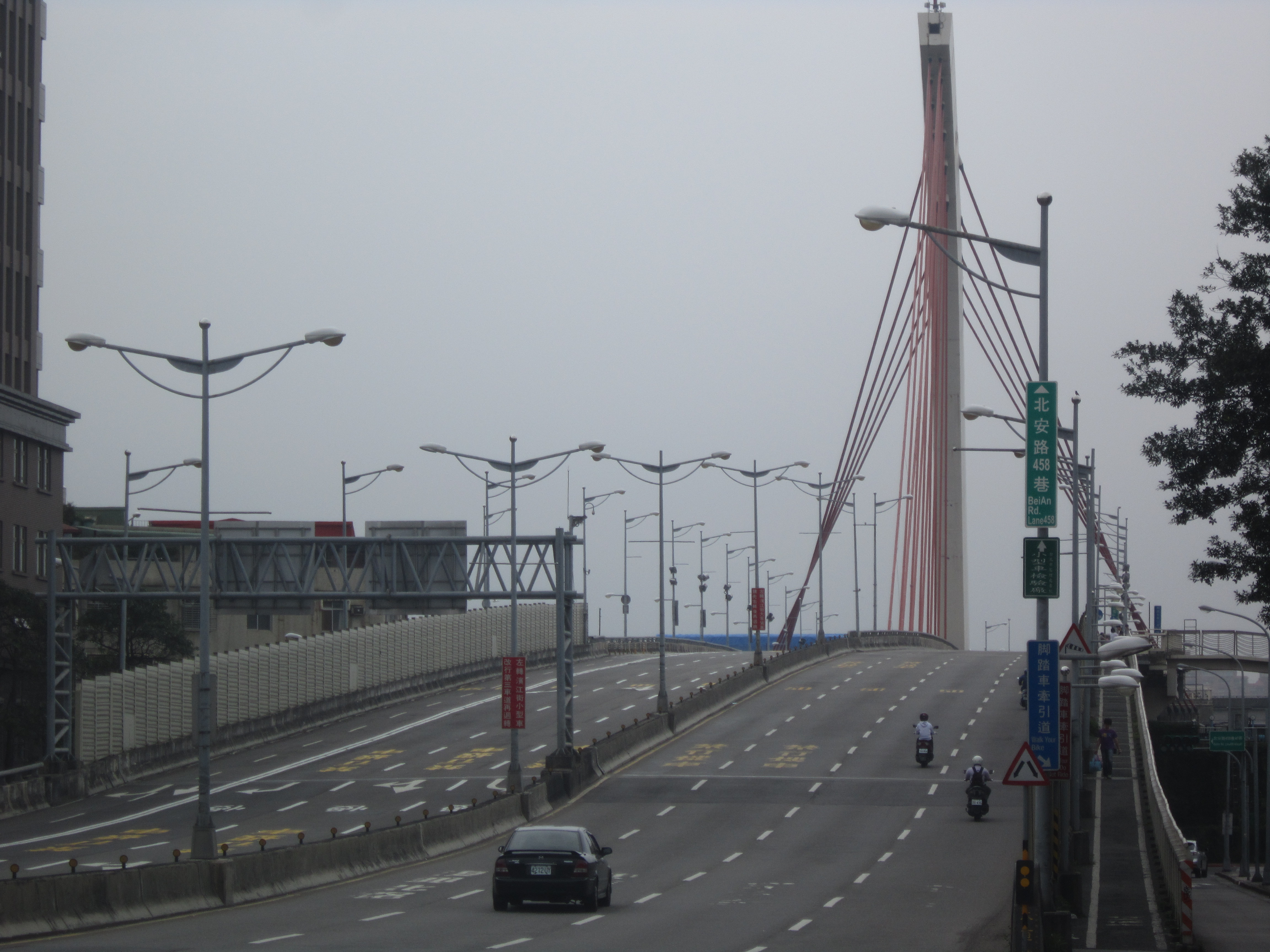
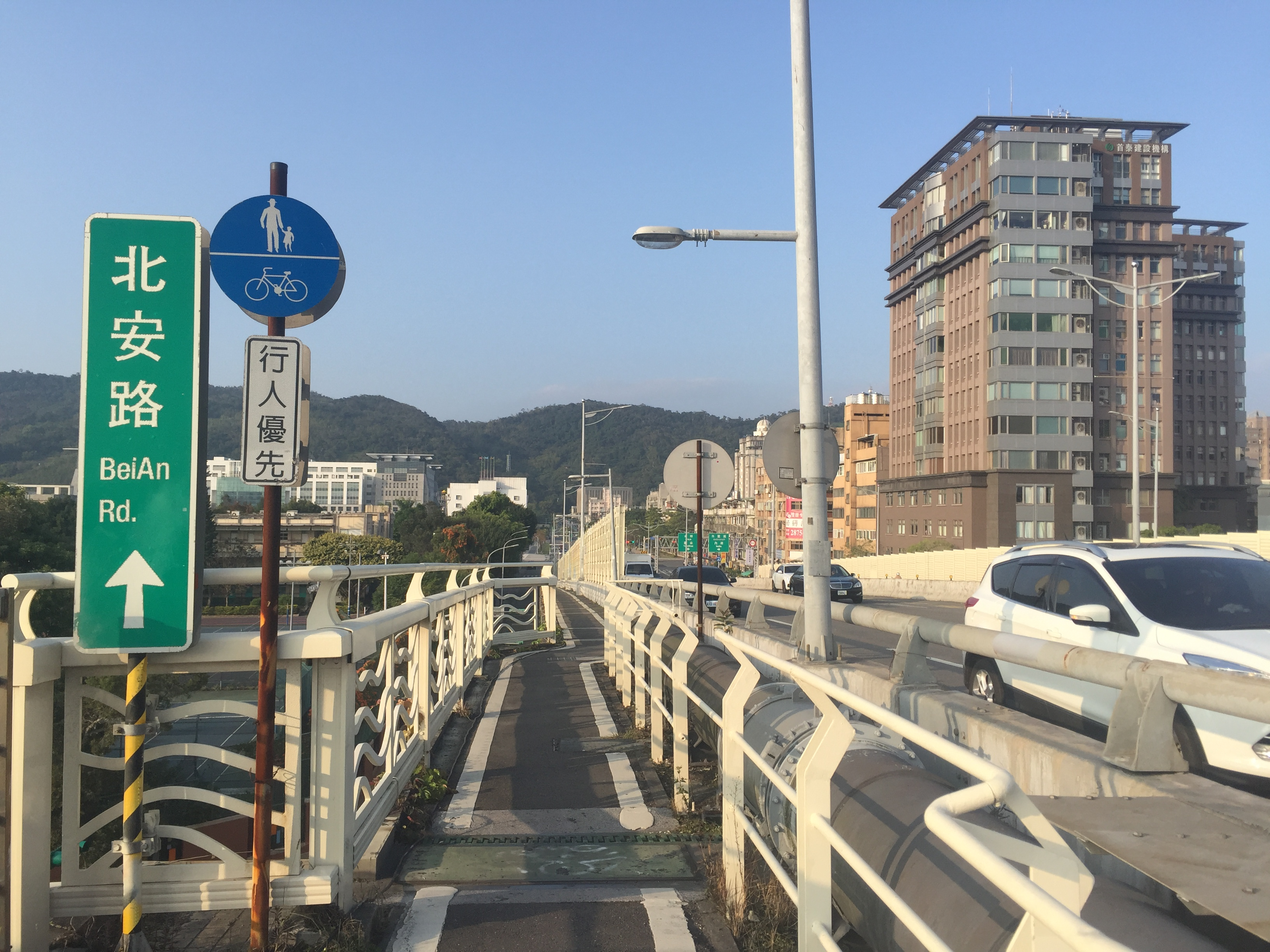

## 注腳
1. ↑  . 民國59年3月1日，台北市大直橋及接線道路在大直橋北端舉行竣工通車典禮，由台北市市長高玉樹主持，並邀請副總統嚴家淦、交通部部長張繼正出席。嚴副總統為典禮剪綵。

## 外部連結
- 台北市政府－台北畫刊第487期
- 春原營造股份有限公司（页面存档备份，存于）